# Wanja Wojnowa
Wanja Wojnowa (buł. Ваня Войнова; ur. 27 grudnia 1934 w Sofii, zm. 9 marca 1993 tamże) – bułgarska koszykarka występująca na pozycji środkowej, muti-medalistka imprez międzynarodowych, po zakończeniu kariery zawodniczej dziennikarka oraz działaczka sportowa.

## Osiągnięcia
Na podstawie, o ile nie zaznaczono inaczej.

### Drużynowe
- Mistrzyni:
  - Pucharu Europy Mistrzyń Krajowych (obecnie Euroliga – 1959, 1963)
  - Bułgarii (1953–1959, 1961–1965)
- Wicemistrzyni:
  - Pucharu Europy Mistrzyń Krajowych (1960, 1965)
  - Bułgarii (1952, 1960, 1966, 1968)
- Brąz Pucharu Europy Mistrzyń Krajowych (1964)
- 4. miejsce w Pucharze Europy Mistrzyń Krajowych (1966)
- Zdobywczyni Pucharu Bułgarii (1952, 1953, 1955, 1956, 1966)
- Finalistka Pucharu Bułgarii (1954)

### Indywidualne
- Wybrana do Galerii Sław Koszykówki:
  - FIBA (2007)
  - kobiet (2001)
- Sportsmenka roku Bułgarii (1958)

### Reprezentacja
- Mistrzyni Europy (1958)
- Wicemistrzyni:
  - świata (1959)
  - Europy (1964)
- Brązowa medalistka mistrzostw:
  - świata (1964)
  - Europy (1954, 1962)
- Uczestniczka mistrzostw:
  - Europy (1952 – 4. miejsce, 1954, 1956 – 4. miejsce, 1958, 1962, 1964, 1966 – 7. miejsce)
  - świata (1959, 1964, 1967 – 7. miejsce)
- Zaliczona do I składu mistrzostw świata (1959)